# 学生社
学生社（がくせいしゃ）は、東京都足立区に本社を置く日本の出版社。主に神道を始めとした宗教学や、内外の考古学・古代史を中心に、様々な分野の人文系学術書を多数刊行。また哲学・思想・文学・各部門の大学教科書やビジネス書なども刊行している。

## 所在地
〒123-0864
- 東京都足立区鹿浜4-17-17-103